# 徐知谔
徐知谔（905年—939年），五代十国年间杨吴摄政徐温亲生第六子。母亲白夫人。
润州团练使徐知谔，亲昵狎近小人，废弃正务，在牙城以西仿造市场，亲自去做交易。徐知诰听说后大怒，盘问责骂徐知谔的随从，徐知谔很害怕。有人对徐知诰说：“忠武王徐温在世时最喜欢知谔，然而却把大业传给了你。前几年徐知询失去镇所，至今议论未息。如果知谔治理政务能干，训练武备，休养百姓，对你有什么好处？”徐知诰明白了，对待徐知谔更加宽厚。937年十月初八，徐知诰取代杨吴，册立徐知证为江王，徐知谔为饶王。939年二月初七，徐知诰（李昪）为李氏父母举行哀悼。徐温的亲子江王徐知证、饶王徐知谔请求也披麻戴孝；李昪不准许。徐知谔常对宾客说：“人生七十为大限，吾生长王家，穷极欢乐，一日可敌世人二日。年三十五其死乎！”后果如其言，三十五岁时游蒜山，除地为场，连虎皮为大幄，号称虎帐，在其中与宾僚饮酒，暴风骤至，帐裂碎如飞蝶，徐知谔大惧而归，得病数日，五月十四日，南唐镇海节度使兼中书令梁怀王徐知谔去世。
相传，闽国内讧，徐知证、徐知谔承旨即率队伍挥师南下，由江西入闽，在青圃火速带兵消灭了匪兵。部队军纪严明，秋毫无犯，为民治病。青圃百姓为二徐立生祠奉祀。徐知证、徐知谔在宋朝成为福建民间信仰的真人。宋理宗封徐知证为九天金阙明道达德大仙显灵溥济真人，徐知谔为九天玉阙宣化扶教上仙昭灵博济真人，徐温为忠武真人。明成祖封徐知证为金阙洪恩真君，徐知谔玉阙洪恩真君。历史上二徐非但未尝有功于闽，反而人品不佳。